# Nastro d'argento al miglior doppiaggio
Il Nastro d'argento al miglior doppiaggio è un riconoscimento cinematografico italiano assegnato annualmente dal Sindacato nazionale giornalisti cinematografici italiani dal 1988 al 2001, dal 2003 al 2007, dal 2009 al 2010 e poi nuovamente dal 2019 al 2021 col patrocinio del Nuovo IMAIE. Assegnato fino al 2001 a un doppiatore e a una doppiatrice per ogni anno, il premio in seguito ha cambiato più volte le modalità di assegnazione. Nel 2010 per l'unica volta furono premiati alla carriera due direttori di doppiaggio.

## Albo d'oro
- 1988
  - Ludovica Modugno per Stregata dalla luna (Cher)
  - Giuseppe Rinaldi per L'ultimo imperatore (Peter O'Toole)
- 1989
  - Paolo Maria Scalondro per Inseparabili (Jeremy Irons)
  - Marzia Ubaldi per Un'altra donna (Gena Rowlands)
- 1990
  - Roberto Chevalier per Talk Radio (Eric Bogosian)
  - Simona Izzo per Scene di lotta di classe a Beverly Hills (Jacqueline Bisset)
- 1991
  - Tonino Accolla per Enrico V (Kenneth Branagh)
  - Micaela Giustiniani per A spasso con Daisy (Jessica Tandy)
- 1992
  - Rossella Izzo per Thelma & Louise (Susan Sarandon)
  - Pino Locchi per Lupo solitario (Charles Bronson)
- 1993
  - Carla Cassola per Orlando (Tilda Swinton)
  - Massimo Corvo per La bella e la bestia, Le iene e L'ultimo dei Mohicani (Robby Benson, Harvey Keitel e Daniel Day-Lewis)
- 1994
  - Giancarlo Giannini per Carlito's Way (Al Pacino)
  - Alessandra Korompay per Tre colori - Film blu (Juliette Binoche)
- 1995
  - Emanuela Rossi per Viaggio in Inghilterra (Debra Winger)
  - Carlo Valli per Mrs. Doubtfire - Mammo per sempre (Robin Williams)
- 1996
  - Luca Biagini per Forget Paris (Billy Crystal)
  - Antonella Rendina per Miss Magic (Bridget Fonda)
- 1997
  - Aurora Cancian per Segreti e bugie (Brenda Blethyn)
  - Gigi Proietti per Casinò (Robert De Niro)
- 1998
  - Massimo Popolizio per Hamlet (Kenneth Branagh)
  - Rita Savagnone per Mrs. Dalloway (Vanessa Redgrave)
- 1999
  - Roberto Pedicini per The Truman Show (Jim Carrey) e Celebrity (Kenneth Branagh)
  - Graziella Polesinanti per Central do Brasil (Fernanda Montenegro)
- 2000
  - Roberto Chevalier per Magnolia (Tom Cruise)
  - Tatiana Dessi per Boys Don't Cry (Hilary Swank)
- 2001
  - Franca D'Amato per Chocolat (Juliette Binoche)
  - Michele Gammino per Le verità nascoste (Harrison Ford)
- 2003
  - Pino Insegno per Il Signore degli Anelli - Le due torri e L'era glaciale (Viggo Mortensen)
- 2004
  - Luca Zingaretti per Alla ricerca di Nemo (Albert Brooks)
- 2005
  - Cristina Boraschi (Julia Roberts) e Francesco Pannofino (Clive Owen) per Closer
  - Fiorello per Garfield - Il film (Bill Murray)
- 2006
  - Adalberto Maria Merli per Million Dollar Baby (Clint Eastwood)
  - Alessandra Korompay per Niente da nascondere (Juliette Binoche)
- 2007
  - Adriano Giannini per Centochiodi (Raz Degan)
- 2009
  - Adriano Giannini per Il cavaliere oscuro (Heath Ledger)
- 2010
  - Carlo Di Carlo alla carriera
  - Maura Vespini alla carriera
- 2019
  - Angelo Maggi e Simone Mori per Stanlio & Ollio (Steve Coogan e John C. Reilly)
- 2020
  - Claudia Catani ed Emanuela Rossi per Maleficent - Signora del male (Angelina Jolie e Michelle Pfeiffer)
  - Stefano De Sando per The Irishman (Robert De Niro)
- 2021
  - Dario Penne e Ida Sansone per The Father - Nulla è come sembra (Anthony Hopkins e Olivia Colman)